# باشگاه فوتبال شهدا رزکان البرز
باشگاه فوتبال شهدا رزکان البرز یکی از باشگاه‌های فوتبال در استان البرز ایران است که در جام حذفی کشور هم حضور داشتند این تیم در شهر کرج بنیان‌گذاری شده‌است. این باشگاه هم‌اکنون در لیگ استانی البرز بازی می‌کند. تیم فوتبال شهدا رزکان البرز یکی از نمایندگان استان البرز در لیگ دسته دوم بود.

## بازیکنان
| شماره |       | نقش       | بازیکن             |
| ----- | ----- | --------- | ------------------ |
| ۱     | ایران | دروازه‌بان | مرتضی ذوقی         |
| ۲     | ایران | مدافع     | سعید نوروزی        |
| ۴     | ایران | مدافع     | علی کاری           |
| ۵     | ایران | مدافع     | وحید عارف نژاد     |
| ۶     | ایران | هافبک     | مجید تقی بیگ لو    |
| ۷     | ایران | مهاجم     | ابراهیم سگوند      |
| ۸     | ایران | هافبک     | مرتضی ندرلو        |
| ۹     | ایران | مهاجم     | خلیل زمانی         |
| ۱۰    | ایران | مدافع     | حمیدرضا خسروی زاده |
| ۱۱    | ایران | مهاجم     | کیانوش صفری        |
| ۱۲    | ایران | دروازه‌بان | علی کریمی پور      |
| ۱۴    | ایران | هافبک     | محسن کریمی رزکانی  |
| ۱۷    | ایران | هافبک     | محمد کریمی رزکانی  |
| ۱۸    | ایران | هافبک     | محمد معین عباسی    |
| ۲۱    | ایران | هافبک     | ماهان ایرج پور     |
| ۲۶    | ایران | هافبک     | ابوالفضل خورشیدی   |
| ۴۰    | ایران | مدافع     | سبحان سنگ سفیدی    |
| ۴۴    | ایران | مدافع     | یاشار کریمی رزکانی |
| ۸۰    | ایران | مدافع     | امید فرضی دخت      |

## کادرفنی
از تاریخ ۱ مهر ۱۴۰۳
| محسن کریمی رزکانی      | سرمربی           |
| میلاد اسدی             | دستیار           |
| محمدعلی کریمی رزکانی   | دستیار           |
| سید میلاد صالحی ریحانی | دستیار           |
| بهزاد قهرمانی          | مربی دروازه‌بان‌ها |
| وحید عارف نژاد         | سرپرست           |
| عرفان آجرلو            | مدیر رسانه       |